# Сандавоавурская церковь
Сандавоавурская церковь (дат. Sandavágs kirkja) — храм, возведённый в деревне Сандавоавур, на Фарерских островах, в 1917 году. Отличительной его чертой является наличие красной крыши.
Церковь получила известность благодаря нахождению в нём т. н. сандавоавурского камня, надпись на котором указывает, что в XIII веке на территории современного Сандавоавура впервые появился человек — выходец из Ругаланна норвежец Торкиль Онандарсон.
Недалеко от церкви после окончания Второй мировой войны был возведён памятник одному из кораблей, затонувших в районе города в 1939—1945 годах.